# ارنست بار
ارنست بار (آلمانی: Ernst Bahr) یک سیاست‌مدار اهل آلمان است.